# شكرالله (مقاطعة فيروزآباد)
شكرالله (بالإنجليزية: Mazraeh-ye Shakrollah Shekari)‏ هي human-geographic territorial entity تقع في فارس في إيران.